# S.F. Sorrow
S.F. Sorrow är ett musikalbum av The Pretty Things som lanserades i december 1968 på EMI Columbia Records. Det var gruppens fjärde studioalbum och anses vara en av de första rockoperorna och konceptalbumen, i konkurrens med Tommy av The Who. Albumet producerades av Norman Smith som bland annat var känd för sitt arbete med Pink Floyds debutalbum The Piper at the Gates of Dawn. Albumet blev inte någon större succé rent kommersiellt. I USA gavs det ut i skymundan på Motowns underetikett för rockmusik, Rare Earth. Skivan hade dessutom i dessa utgåvor ett helt annat omslag än det brittiska. Originalutgåvor av albumet är mycket högt värderade i samlarkretsar.
Skivan handlar om Sebastian F. Sorrows liv från det att han föds, tills han blir en gammal bitter och ensam man. På albumomslaget fanns låttexterna, och mellan varje text några korta rader som förde historien framåt.

## Låtlista
(kompositör inom parentes, låtar utan angiven kompositör skrivna av Phil May, Dick Taylor och Wally Waller)
1. "S.F. Sorrow is Born" – 3:12
2. "Bracelets of Fingers" – 3:41
3. "She Says Good Morning" (May, Taylor, Waller, John Charles Alder) – 3:23
4. "Private Sorrow" (May, Taylor, Waller, John Povey) – 3:51
5. "Balloon Burning" (May, Taylor, Waller, Povey) – 3:51
6. "Death" (May, Taylor, Waller, Povey, Alder) – 3:05
7. "Baron Saturday" – 4:01
8. "The Journey" (May, Taylor, Waller, Alder) – 2:46
9. "I See You" – 3:56
10. "Well of Destiny" (Smith, May, Taylor, Waller, Povey, Alder, Norman Smith) – 1:46
11. "Trust" – 2:49
12. "Old Man Going" (May, Taylor, Waller, Povey, Alder) – 3:09
13. "Loneliest Person" (May, Taylor, Waller, Alder) – 1:29